# Apamea auranticolor
Apamea auranticolor är en fjärilsart som beskrevs av Augustus Radcliffe Grote 1873. Apamea auranticolor ingår i släktet Apamea och familjen nattflyn. Inga underarter finns listade i Catalogue of Life.